# Baldur's Gate II: Shadows of Amn
Baldur's Gate II: Shadows of Amn è un videogioco di ruolo del 2000 sviluppato da BioWare e pubblicato da Black Isle Studios per Microsoft Windows e MacOS. Si tratta del secondo capitolo dell'omonima serie, e ha inizio alcuni mesi dopo gli eventi narrati nel primo Baldur's Gate.

## Trama
Il personaggio del giocatore si sveglia da solo in una gabbia; non ricorda come sia finito lì, tutto quel che gli torna in mente sono delle figure ammantate nell'oscurità che l'hanno catturato rapidamente e silenziosamente. Ben presto scopre di essere stato privato di tutto il suo denaro ed equipaggiamento e fatto prigioniero da un misterioso mago di cui ignora gli intenti. Tuttavia, mentre il mago si prepara a "esperimenti di resistenza" sul protagonista, un servitore Golem riferisce di disordini nei livelli più alti del dungeon. Il mago è quindi costretto ad andare ad affrontare una banda di ladri che si sono introdotti nel complesso sotterraneo.
Ben presto Imoen (già presente nel Baldur's Gate originario), maga/ladra amica d'infanzia del protagonista, irrompe nella stanza e lo libera; insieme incontrano i vecchi compagni di avventura Jaheira e Minsc, e decidono di farsi strada per la prigione in modo da liberare eventuali altri compagni prigionieri, trovare risposte alle loro domande e avere vendetta per il trattamento ricevuto da un mago di cui ancora ignorano persino il nome.
Il gruppo (se il giocatore decide di non cacciare nessun personaggio) trova la sua strada attraverso il dungeon del folle e potentissimo mago, il cui nome si scopre essere Joneleth "Jon" Irenicus, ma appena giunge all'esterno, nella grande Città della Moneta (Athkatla), si trovano di fronte ai resti di una battaglia furiosa di fronte allo stesso Irenicus, ancora impegnato ad affrontare misteriose figure incappucciate. Impaurita dall'idea di essere nuovamente catturata (anche perché il mago non aveva problemi e stava agilmente trucidando e sbeffeggiando i maghi avversari) Imoen lancia un incantesimo, il che si rivela un grave errore poiché la magia è vietata, senza autorizzazione, ad Athkatla. Nella prospettiva di essere imprigionato assieme a Imoen il perfido mago si arrende ai suoi avversari, i Maghi Incappucciati (maghi guardiani della città) ed entrambi vengono teletrasportati lontano dall'area, in una prigione.
Così, sperduti in una città che non conoscono, senza sapere il perché siano stati imprigionati da quel mago e in cerca di informazioni per liberare Imoen, il protagonista e i suoi compagni si incamminano per le strade di Athkatla, quando vengono fermati da un misterioso personaggio di nome Gaelan Bayle. Egli afferma di sapere chi stava combattendo contro il mago nella prigione, dove è stata rinchiusa Imoen e chi può aiutare il protagonista a raggiungere lei e il mago. Ma per poter carpire la fiducia dell'organizzazione che lo manda, il prezzo è elevato: 20 000 monete d'oro. Il protagonista, così, non può fare altro che accettare, e iniziare a compiere delle missioni per raccogliere il denaro necessario.
Nei suoi peregrinaggi all'interno (e all'esterno) di Athkatla, il giocatore viene anche contattato da una misteriosa donna, Bodhi, la quale è a capo di una banda di criminali che si batte contro i Ladri Tenebrosi (la gilda di cui fa parte Gaelan). In realtà, Bodhi e tutti i suoi accoliti sono vampiri, come il giocatore avrà modo di scoprire presto. A questo punto, Bodhi gli offre, per sole 15000 monete d'oro, gli stessi servigi che gli aveva offerto Gaelan. Il giocatore può decidere se allearsi dunque con Bodhi o con i Ladri Tenebrosi.
A prescindere dalla scelta fatta, Bodhi o Gaelan lo informeranno che Irenicus e Imoen sono scappati dalla prigione dei Maghi in cui erano stati rinchiusi, e che però sono, in seguito al crimine commesso, stati immediatamente ricatturati e portati a Spellhold, un manicomio per maghi impazziti. Imbarcatosi, il giocatore raggiunge l'atollo su cui si trova Spellhold. Qui fa però una terribile scoperta: il manicomio è caduto nelle mani di Jon, che ne ha fatto la sua base operativa; scopre inoltre che, indipendentemente che sia o meno suo alleato, Bodhi è la sorella di Irenicus, e che il viaggio a Spellhold era una trappola organizzata per imprigionare il giocatore, uno dei figli di Bhaal.
Dopo atroci esperimenti, Jon si impossessa di parte del potere recondito del giocatore, mentre la sadica Bodhi imprigiona quest'ultimo, il suo gruppo e Imoen all'interno di un labirinto, la cui uscita è apparentemente impossibile da trovare. Dopo molti tentativi, però, il giocatore esce dal dedalo di cunicoli e, radunati i maghi impazziti del manicomio, attacca Irenicus. Il potente mago riesce però, assieme alla sorella, a scappare, e a teletrasportarsi in una cittadella drow nel Sottosuolo. Il giocatore lo insegue ma troppo tardi scopre che Jon è scappato anche da qui. Con l'aiuto di un enorme dragone, dunque, il giocatore scappa dal Sottosuolo.
Una volta raggiunta la superficie, il giocatore si imbatte in un gruppo di elfi, che lo informano del fatto che Jon ha finalmente fatto la sua mossa: Irenicus ha iniziato infatti l'assedio di Suldanessellar, l'eterea città elfica, in cui si trova anche l'Albero della Vita, fonte di potere del mondo intero, la cui protezione è affidata alla sacerdotessa Ellesime. Dopo essersi battuto un'ultima volta contro Bodhi, e dopo averla eliminata, il giocatore raggiunge la città, dove elimina, uno dopo l'altro, tutti gli accoliti di Jon, compreso il suo potente dragone nero.
Una volta entrato nel palazzo di Ellesime, finalmente il giocatore scopre la verità sulla storia di Irenicus: un tempo lui e Bodhi erano due elfi. Jon era anche l'amante di Ellesime, benché alla sacerdotessa fosse tassativamente proibito avere relazioni sentimentali. Col tempo Jon iniziò a ossessionarsi per il potere: il suo obiettivo era fondersi con l'Albero della Vita per diventare a tutti gli effetti un Dio. Con l'aiuto della sorella Bodhi, tentò di portare a compimento il suo folle piano, ma vennero scoperti, e, dopo essere stati privati della bellezza e dell'immortalità tipiche degli elfi, furono esiliati da Suldanessellar. A questo punto, Bodhi si fece vampirizzare, per godere ancora una volta dell'immortalità, mentre Jon continuò la sua ricerca del potere.
Jon è sul punto di ottenere i suoi scopi, ma il giocatore irrompe nel palazzo e lo uccide, non prima però che Irenicus faccia altrettanto. Sembra tutto finito, ma in realtà, all'Inferno, il giocatore, forte dei poteri di Bhaal, riesce a scovare Jon e a strappargli i poteri che gli aveva rubato mentre era a Spellhold. Tornato nuovamente potente, il giocatore sconfigge definitivamente Irenicus, che stava già tentando di tornare in vita, ed esce dall'Inferno, accolto dai calorosi ringraziamenti di Ellesime e di tutti gli elfi.
Dopo i titoli di coda, il giocatore assiste al destino di Irenicus, torturato orribilmente, all'Inferno, da creature diaboliche, e viene anche a conoscenza di una misteriosa confraternita di uomini incappucciati, desiderosi di mettere fine definitivamente alla vita del figlio di Bhaal.

## Modalità di gioco
Nel gioco è possibile reclutare una gran quantità di personaggi, che si aggiungeranno al gruppo del giocatore di loro spontanea volontà o in seguito ad avvenimenti ben precisi. È possibile tenere in squadra fino a sei personaggi, incluso il protagonista creato dal giocatore. Ogni personaggio è contraddistinto da un allineamento morale, che lo identifica come buono, neutrale o malvagio, pur con diverse sfaccettature.
I membri del party possono conversare ogni tanto con il protagonista, oppure possono anche parlare fra di loro. Alcuni personaggi femminili (e maschili, solo nel caso di Anomen) possono intraprendere una storia d'amore con il protagonista (sono ammesse solo relazioni eterosessuali). In alcuni casi, i due potranno anche sposarsi e avere figli. Personaggi con diverso allineamento, per esempio un buono e un malvagio, possono litigare, e occasionalmente anche iniziare a combattere fino a che uno uccida l'altro. I membri del party possono allontanarsi dal gruppo se la reputazione del gruppo scende troppo (o, se sono malvagi, sale troppo; i personaggi neutrali restano indifferenti) o in seguito a particolari avvenimenti. Alcuni personaggi, in seguito ad azioni del giocatore, non possono unirsi al gruppo (per esempio, non accettando gli incarichi - veri e propri omicidi - di Edwin, questi non potrà più essere reclutato).

## Personaggi

### Buoni
- Aerie: un'elfa maga/chierica di allineamento legale-buono. Fa parte dei cosiddetti avariel, antichissima stirpe di elfi dotati di ali: le sue, tuttavia, le perdette dopo essere stata catturata da alcuni schiavisti e venduta ad un circo, dove fu rinchiusa in una gabbia strettissima. Qui venne tuttavia liberata, curata e accudita da Quayle, personaggio arruolabile in Baldur's Gate, un saggio gnomo che le insegnò l'arte della magia.
- Imoen: una maga/ladra umana di allineamento neutrale-buono. Già presente in Baldur's Gate, era un'amica d'infanzia del protagonista. È lei a liberarlo dalla cella in cui un misterioso stregone l'ha rinchiuso all'inizio del gioco. Durante l'avventura si chiariranno molti aspetti del suo passato, tra i quali il suo legame con il protagonista.
- Keldorn Firecam:un inquisitore umano di allineamento legale-buono. Sicuro di sé e con un gran senso dell'onore, è fra i membri più in vista dell'Ordine del Cuore Radioso, un'associazione religioso-militare con base ad Athkatla che raduna i più nobili e valorosi cavalieri di Amn. Si trova sempre sul campo per adempiere al suo dovere, per questo motivo raramente torna a casa dalla sua famiglia.
- Mazzy Fentan: una halfling guerriera di allineamento legale-buono. È la leader di una brigata di avventurieri proveniente da Trademeet. È particolarmente coraggiosa, e le sue gesta si sono conquistate una discreta fama nella nazione di Amn. Serve la dea Arvoreen, la quale le ha donato particolari poteri per ispirare i compagni in battaglia che la rendono praticamente un paladino, pur non potendo adottare questa classe in quanto halfling.
- Minsc: un ranger umano di allineamento caotico-buono. Già presente in Baldur's Gate, anche lui è stato catturato da uno stregone insieme al protagonista. Dopo la morte di Dynaheir, la strega che aveva giurato di proteggere, si unisce ancora una volta al giocatore per fare tabula rasa dei suoi nemici e vendicare la sua musa. È chiaramente pazzo, infatti porta sempre con sé un criceto di nome Boo, che crede sia in realtà un <<criceto spaziale gigante miniaturizzato>>.
- Nalia de' Arnise: una maga/ladra di allineamento caotico-buono. È l'ultima discendente dei de' Arnise, una delle più importanti casate di Amn, ma non ha mai sopportato l'ambiente altezzoso e arrogante della nobiltà, preferendo aiutare i più bisognosi. Nonostante i suoi intenti caritatevoli, volti sempre ad aiutare il prossimo, tradisce un atteggiamento aristocratico e un poco viziato.
- Rasaad yn Bashir[1]: un monaco umano di allineamento legale-buono.
- Valygar Corthala: un predatore umano di allineamento neutrale-buono. Benché la sua famiglia sia da sempre dedita alle arti magiche, Valygar non si è mai interessato di tutto questo, preferendo una vita avventurosa e rocambolesca, segnata da molti crimini compiuti da antenati stregoni. Mostra diffidenza nei confronti di qualunque mago o incantatore gli si pari davanti.

### Neutrali
- Anomen Delryn: un guerriero/chierico umano di allineamento legale-neutrale. È un membro dell'Ordine del Cuore Radioso e aspira a diventare un paladino, anche se il suo modo di fare, altezzoso e aristocratico, gli ha sempre precluso l'ambita "promozione".
- Cernd: un mutaforma umano di allineamento vero-neutrale. Proviene da una tribù di druidi che vive in un bosco nelle regioni meridionali di Amn. Esperto e accorto, non esiterebbe a mettere a repentaglio la propria vita per salvare la natura che tanto ama.
- Haer'Dalis: un tiefling/lama di allineamento caotico-neutrale. È un attore particolarmente bravo, che lavora per una compagnia teatrale che opera nella regione di Athkatla.
- Jaheira: una guerriera/druida mezz'elfa di allineamento vero-neutrale. Era già presente in Baldur's Gate, nel quale aveva giurato di proteggere il protagonista. Di temperamento forte e determinato, ha particolarmente sofferto per la morte del marito Khalid.
- Jan Jansen: un ladro/illusionista gnomo di allineamento caotico-neutrale. Cerca sempre di vendere le sue invenzioni, come speciali dardi per balestre, ma i suoi aggeggi sono mal visti dalle autorità, che spesso hanno cercato di accusarlo per imprigionarlo. Ha sempre la battuta pronta e ogni tanto parlerà al protagonista della sua bizzarra "famiglia", nonché della sua smodata passione per le rape.
- Neera[1]: una maga mezz'elfa di allineamento caotico-neutrale.
- Wilson[1]: un orso di allineamento vero-neutrale.
- Yoshimo: un cacciatore di taglie umano di allineamento vero-neutrale. È un esperto conoscitore del mondo della malavita, cosa che aiuterà il protagonista a relazionarsi meglio con gilde di malviventi, tra cui i Ladri Tenebrosi.

### Malvagi
- Clara[1]: una ladra umana di allineamento neutrale-malvagio.
- Dhorn Il-Khan[1]: un mezz'orco guardia nera di allineamento neutrale-malvagio.
- Edwin Odesseiron: un potentissimo evocatore umano, legale malvagio, in passato stregone rosso di Thay. Già presente nel primo capitolo, è particolarmente arrogante, e tende a pensare a voce alta, scagliando frecciatine malvagie su chiunque gli capiti a tiro.
- Hexxat[1]: una ladra vampira di allineamento neutrale-malvagio.
- Korgan Bloodaxe: un berserker nano di allineamento caotico-malvagio. È particolarmente avido e rozzo, e accetta dietro compenso qualunque incarico. È un noto piantagrane, cosa che gli procurerà non pochi fastidi con gli altri membri del party.
- Viconia de Vir: un'elfa drow, chierica, di allineamento neutrale malvagio. Era un personaggio già presente in Baldur's Gate, dove il protagonista la incontrava in seguito alla sua cacciata dal Sottosuolo poiché apparentemente contraria al tremendo stile di vita drow. In questo capitolo, il giocatore la incontra mentre sta per essere arsa viva

## Baldur's Gate II: Throne of Bhaal
Baldur's Gate II: Throne of Bhaal è un'espansione per Baldur's Gate II che aggiunge una nuova area estesa, la Fortezza dell'Osservatore (un dungeon a più livelli), e soprattutto porta verso un'epica conclusione la storia del protagonista.
La profezia in Baldur's Gate di un tempo in cui la Progenie di Bhaal avrebbe distrutto e ucciso per nutrire il dio dell'omicidio e portato un nuovo occupante del Trono di Sangue si compie. I membri della Progenie combattono, alcuni per guadagnare la divinità, altri per eliminare l'essenza del dio Malvagio e portare avanti una nuova luce di Equilibrio o di Bene, altri ancora solo lottano semplicemente per sopravvivere.
La guerra scoppia attraverso Tethyr tra l'inquieta Progenie, che si scopre numerosa. Cinque leggendari figli di Bhaal, ognuno così potente da essere immune alle armi normali, salgono al potere e alla notorietà, portando la morte e la distruzione nella Costa della Spada e costringendo il protagonista ad essere allontanato dalla città elfica di Suldanesselar per via degli sguardi diffidenti rivolti verso di lui. Nonostante la sconfitta di Irenicus e la salvezza data all'intera città elfica, anche un eroe, se figlio di Bhaal, non può ottenere devozione da chiunque.
La regina Ellesime però avvicina il protagonista, consegnandogli un amuleto magico e inviandolo in una zona segreta della foresta di Tethyr, dove delle antiche teste giganti di pietra in cui è infusa l'essenza di potenti spiriti tesseranno le loro enigmatiche profezie e i loro criptici consigli verso il giocatore. Ma la battaglia è imminente, e il protagonista dovrà scegliere quale ruolo avere nella profezia di Alaundo sulla progenie di Bhaal e quale sarà il suo ultimo destino.

### Personaggi
- Sarevok Anchev: un guerriero umano, caotico malvagio. Figlio di Bhaal, come il protagonista, era il principale avversario del primo Baldur's Gate: alla fine del gioco, moriva per mano del giocatore. In Throne of Bhaal, viene riportato in vita per aiutare il protagonista il quale, nel corso dell'avventura, può tentare di redimerlo e di mostrargli la retta via.